# Ytrac
 Ytrac  es una población y comuna francesa, situada en la región de Auvernia, departamento de Cantal, en el distrito de Aurillac y cantón de Aurillac-2.

## Demografía
| 1259 | 1237 | 1643 | 2673 | 3367 | 3330 |
| Para los censos de 1962 a 1999 la población legal corresponde a la población sin duplicidades (Fuente: INSEE [Consultar]) |      |      |      |      |      |